# Вія Целміньш
Вія Целміньш (в латвійський джерелах згадується як Вія Целміня; англ. Vija Celmins; латис. Vija Celmiņa; нар. 25 жовтня 1938 року, Рига) — американська художниця і графік латиського походження. Здобула популярність як представниця американського фотореалізму із зображенням природних середовищ та явищ: океан, павутини, скелі тощо.

## Життєпис
Вія Целміньш народилася в Ризі 25 жовтня 1938 року. У 1945 році після закінчення Другої світової війни родина Целміньш втікла до Східної Німеччини, а в 1948 році переїхала до США — ненадовго в Нью-Йорк, а потім міста Індіанаполіса, штат Індіана. За підтримки місцевої лютеранської церквиїї батько знайшов роботу столяром, а мати — в лікарняній пральні. З 1955 по 1962 роки Вія Целміньш навчалася в Школі мистецтв Індіанаполіса, оскільки не розмовляла англійською. У 1965 році отримала ступінь магістра Каліфорнійського університету в Лос-Анджелесі.

## Творчість
Вія Целміньш брала участь з персональними виставками в багатьох музеях світу, таких як: Whitney Museum of American Art Institute of Contemporary Ar, Metropolitan Museum of Art, Museum für Moderne Kunst, Центр Жоржа Помпіду, Menil Collection, Museum Ludwig, The Art Museum Riga Bourse.
Найдорожчою її роботою стала картина Night Sky #14 (1996—1997), продана в 2013 році на аукціоні Christie's за $2,4 млн.